# Каннский кинофестиваль 1972
25-й Каннский кинофестиваль 1972 года, проходивший с 4 по 19 мая в Каннах, Франция.

## Жюри
- Джозеф Лоузи (Великобритания)(председатель)
- Биби Андерссон (Швеция)
- Жорж Орик (Франция)
- Эрскин Колдуэлл (США)
- Марк Донской (СССР)
- Милош Форман (США)
- Джорджо Папи (Югославия)
- Жан Рошару (Франция) (журналист)
- Ален Таннер (Швейцария)
- Наоки Тогава (Япония)
- Фредерик Россиф (Франция) (председатель по короткометражным фильмам)
- Иштван Досаи (Венгрия) (короткометражные фильмы)
- Висенте Пинеда (Италия) (журналист) (короткометражные фильмы)

## Фильмы конкурсной программы
| Победители выделены отдельным цветом. |

| Название                            | Оригинальное название               | Режиссёр          | Страна                        |
| ----------------------------------- | ----------------------------------- | ----------------- | ----------------------------- |
| Дорогая Луиза                       | Chère Louise                        | Филипп де Брока   | Франция                       |
| A Fan's Notes                       | A Fan's Notes                       | Эрик Тилл         | Канада                        |
| Das Unheil                          | Das Unheil                          | Peter Fleischmann | ФРГ                           |
| Огни Сретенья                       | Les feux de la Chandeleur           | Серж Корбер       | Франция, Италия               |
| Я люблю тебя, Роза                  | אני אוהב אותך רוזה                  | Моше Мизрахи      | Израиль                       |
| Образы                              | Images                              | Роберт Олтмен     | США, Великобритания, Ирландия |
| Иеремия Джонсон                     | Jeremiah Johnson                    | Сидни Поллак      | США                           |
| King, Queen, Knave                  | King, Queen, Knave                  | Ежи Сколимовский  | ФРГ                           |
| Мальпертюи                          | Malpertuis                          | Гарри Кюмель      | Франция, Бельгия              |
| Дело Маттеи                         | Il caso Mattei                      | Франческо Рози    | Италия                        |
| Petrolejové lampy                   | Petrolejové lampy                   | Юрай Герц         | Чехословакия                  |
| Perła w koronie                     | Perła w koronie                     | Казимеж Куц       | Польша                        |
| Красный псалом                      | Még kér a nép                       | Миклош Янчо       | Венгрия                       |
| Правящий класс                      | The Ruling Class                    | Питер Медак       | Великобритания                |
| Mimì metallurgico ferito nell'onore | Mimì metallurgico ferito nell'onore | Лина Вертмюллер   | Италия                        |
| Молчание                            | 沈黙                                | Масахиро Синода   | Япония                        |
| Бойня номер пять                    | Slaughterhouse-Five                 | Джордж Рой Хилл   | США                           |
| Солярис                             | Солярис                             | Андрей Тарковский | СССР                          |
| Les arpenteurs                      | Les arpenteurs                      | Мишель Суттер     | Швейцария                     |
| To Find a Man                       | To Find a Man                       | Базз Кулик        | США                           |
| Trotta (film)                       | Trotta                              | Johannes Schaaf   | ФРГ                           |
| La Vraie Nature de Bernadette       | La Vraie Nature de Bernadette       | Жиль Карль        | Канада                        |
| Мы не состаримся вместе             | Nous ne vieillirons pas ensemble    | Морис Пиала       | Франция                       |
| Рабочий класс идёт в рай            | La classe operaia va in paradiso    | Элио Петри        | Италия                        |

## Фильмы вне конкурсной программы
- Аста Нильсен, режиссёр Аста Нильсен
- Брат Карл, режиссёр Сьюзен Зонтаг
- Фостин и прекрасное лето, режиссёр Нина Компанеец
- Исступление, режиссёр Альфред Хичкок
- L’aventure c’est l’aventure, режиссёр Клод Лелуш
- La dérive, режиссёр Паула Дельсоль
- La Génération du désert, режиссёр Николь Стефан
- Une guerre pour une paix, режиссёр Николь Стефан
- Lisa and the Devil, режиссёр Марио Бава
- The Mad Dane, режиссёр Кирстен Стенбэк
- Le lys de mer, режиссёр Жаклин Одри
- Вифлиемская звезда, режиссёр Гермина Тырлова
- Алые маки Иссык-Куля, режиссёр Болотбек Шамшиев
- Les Jeunes Filles En Fleurs, режиссёр Дэвид Хэмилтон, Филипп Лерой
- Макбет, режиссёр Роман Полански
- Мэри, режиссёр Марта Месарош
- Merry-Go-Round, режиссёр Кирстен Стенбэк
- Папа, маленькие кораблики..., режиссёр Нелли Каплан
- Рим, режиссёр Федерико Феллини
- Вечеринка, режиссёр Мальвина Уршиану
- Остров среди суши, режиссёр Юдит Элек

## Короткометражные фильмы
- Atlantyda
- Рождение Афродиты
- Снайперская винтовка
- Джованни Микелуччи
- Дождливый день Хундертвассера
- Jour de classe
- Magic Graz
- Маленькая дневная музыка
- Мини
- I Omorfia tou thanatou
- Операция X-70
- Pour solde de tout compte
- Een Zeer zonnige wereld
- Zikkaron

## Награды
- Золотая пальмовая ветвь:
  - Рабочий класс идет в рай, режиссёр Элио Петри
  - Дело Маттеи, режиссёр Франческо Рози
- Гран-при: Солярис, режиссёр Андрей Тарковский
- Приз жюри: Бойня номер пять, режиссёр Джордж Рой Хилл
- Приз за лучшую мужскую роль: Жан Янн — Мы не состаримся вместе
- Приз за лучшую женскую роль: Сюзанна Йорк — Образы
- Приз за лучшую режиссуру: Миклош Янчо — Пока народ ещё просит
- Особое упоминание: Джан Мария Волонте — Рабочий класс идет в рай и Дело Маттеи
- Технический гран-при:
  - Рим
  - Zikkaron
- Золотая пальмовая ветвь за короткометражный фильм: Снайперская винтовка
- Приз жюри за короткометражный фильм: Операция X-70
- Приз международной ассоциации кинокритиков ФИПРЕССИ:
  - Солярис
  - В 20 лет в Оресе